# Anatolij Najman
Anatolij Najman (ros. Анато́лий Ге́нрихович На́йман, ur. 23 kwietnia 1936 w Leningradzie, zm. 21 stycznia 2022 w Moskwie) – rosyjski poeta, tłumacz, eseista, prozaik i autor pamiętników.
Urodził się w Leningradzie jako syn inżyniera Gienricha Kopielewicza i lekarki Asi Najman. W roku 1958 ukończył Petersburski Państwowy Instytut Technologiczny i przez ponad cztery lata pracował jako inżynier chemik w jednej z fabryk w Leningradzie. Następnie ukończył wyższe kursy scenariopisarstwa w Moskwie i Uniwersytet Stanforda w USA. W roku 1989 został członkiem PEN-Klubu Francji.
Od roku 1954 tworzy poezje, od roku 1959 publikuje tłumaczenia. W czasach ZSRR ukazywały się tylko jego przekłady.
W roku 1959 spotkał Annę Achmatową i od roku 1963 współdziałał z nią przy przekładach dzieł Giacomo Leopardiego. Pełnił też obowiązki jej sekretarza literackiego.
Tłumaczył wiele utworów dawnej poezji francuskiej i prowansalskiej. W samizdatach ukazywały się zbiory jego wierszy: „Sentymentalny marsz”, poematy „Wiersze z osobistego powodu”, „Poemat październikowy”.
W roku 1970 napisał teksty piosenek do filmu dziecięcego „Zdumiewający chłopiec”, które nagrała Ałła Pugaczowa.
W roku 2006 napisał książkę „Romans z „Samowarem”” o dziejach stworzenia w Nowym Jorku restauracji „Russkij samowar”, którą założyli biznesmen Roman Kapłan, poeta Josif Brodski i tancerz Michaił Barysznikow.
Anatol Najman wraz z Josifem Brodskim, Dmitrijem Bobyszowem i Jewgienijem Rejnmm zaliczany jest do czwórki „sierot po Achmatowej”.
Pochowany na cmentarzu „Rakitki”.